# Turcja na Letnich Igrzyskach Olimpijskich 2012
Turcję na Letnich Igrzyskach Olimpijskich 2012, które odbyły się w Londynie. Turecki komitet wysłał 114 zawodników (najwięcej w ciągu całej historii Turcji podczas występów na letnich igrzyskach). Zdobyli oni 5 medali: 2 złote, 2 srebrne i 1 brązowy, zajmując 32. miejsce w klasyfikacji medalowej.
Był to dwudziesty pierwszy start reprezentacji Turcji na letnich igrzyskach olimpijskich.

## Zdobyte medale
| Medale według dni | Medale według dni | Medale według dni | Medale według dni | Medale według dni | Medale według dni | Medale według dni |
| ----------------- | ----------------- | ----------------- | ----------------- | ----------------- | ----------------- | ----------------- |
| Dzień             | Data              |                   |                   |                   |                   |                   |
| Dzień 0           | 27                | –                 | –                 | –                 | –                 |                   |
| Dzień 1           | 28                | 0                 | 0                 | 0                 | 0                 |                   |
| Dzień 2           | 29                | 0                 | 0                 | 0                 | 0                 |                   |
| Dzień 3           | 30                | 0                 | 0                 | 0                 | 0                 |                   |
| Dzień 4           | 31                | 0                 | 0                 | 0                 | 0                 |                   |
| Dzień 5           | 1                 | 0                 | 0                 | 0                 | 0                 |                   |
| Dzień 6           | 2                 | 0                 | 0                 | 0                 | 0                 |                   |
| Dzień 7           | 3                 | 0                 | 0                 | 0                 | 0                 |                   |
| Dzień 8           | 4                 | 0                 | 0                 | 0                 | 0                 |                   |
| Dzień 9           | 5                 | 0                 | 0                 | 0                 | 0                 |                   |
| Dzień 10          | 6                 | 0                 | 0                 | 1                 | 1                 |                   |
| Dzień 11          | 7                 | 0                 | 0                 | 0                 | 0                 |                   |
| Dzień 12          | 8                 | 0                 | 0                 | 0                 | 0                 |                   |
| Dzień 13          | 9                 | 1                 | 0                 | 0                 | 1                 |                   |
| Dzień 14          | 10                | 1                 | 2                 | 0                 | 3                 |                   |
| Dzień 15          | 11                | 0                 | 0                 | 0                 | 0                 |                   |

| Medal  | Zawodnik            | Dyscyplina    | Konkurencja | Rezultat | Data        |
| ------ | ------------------- | ------------- | ----------- | -------- | ----------- |
| Złoto  | Servet Tazegül      | Taekwondo     | 68 kg       | 6:5      | 9 sierpnia  |
| Złoto  | Aslı Çakır Alptekin | Lekkoatletyka | bieg 1500 m | 4:10,23  | 10 sierpnia |
| Srebro | Gamze Bulut         | Lekkoatletyka | bieg 1500 m | 4:10,40  | 10 sierpnia |
| Srebro | Nur Tatar           | Taekwondo     | 67 kg       | 5:12     | 10 sierpnia |
| Brąz   | Rıza Kayaalp        | Zapasy        | 120 kg      | 2:0, 1:0 | 6 sierpnia  |

## Reprezentanci

### Badminton
Kobiety
| Zawodniczka    | Konkurencja    | Faza grupowa                    | Faza grupowa                     | Faza grupowa | 1/8              | Ćwierćfinał      | Półfinał         | Finał            | Finał   |
| Zawodniczka    | Konkurencja    | Przeciwnik Wynik                | Przeciwnik Wynik                 | Miejsce      | Przeciwnik Wynik | Przeciwnik Wynik | Przeciwnik Wynik | Przeciwnik Wynik | Miejsce |
| -------------- | -------------- | ------------------------------- | -------------------------------- | ------------ | ---------------- | ---------------- | ---------------- | ---------------- | ------- |
| Neslihan Yiğit | gra pojedyncza | Simone Prutsch W (21:18, 21:10) | Cheng Shao-chieh P (10:21, 6:21) | 2            |                  |                  |                  |                  |         |

### Boks
Mężczyźni
| Zawodnik        | Konkurencja          | 1/32                     | 1/16                        | Ćwierćfinał              | Półfinał         | Finał            | Finał   |
| Zawodnik        | Konkurencja          | Przeciwnik Wynik         | Przeciwnik Wynik            | Przeciwnik Wynik         | Przeciwnik Wynik | Przeciwnik Wynik | Miejsce |
| --------------- | -------------------- | ------------------------ | --------------------------- | ------------------------ | ---------------- | ---------------- | ------- |
| Ferhat Pehlivan | waga papierowa       | Carlos Suárez W 16–6     | Ramy El-Awadi W 20–6        | Dawid Ajrapetian P 11–19 |                  |                  |         |
| Selçuk Eker     | waga musza           | Chatchai Butdee P 10–24  |                             |                          |                  |                  |         |
| Fatih Keleş     | waga lekka           | Abdelkader Chadi W 15–8  | Evaldas Petrauskas P 12–16  |                          |                  |                  |         |
| Yakup Şener     | waga lekkopółśrednia | Serge Ambomo W 19–10     | Uktamjon Rahmonov P 8–16    |                          |                  |                  |         |
| Adem Kılıççı    | waga średnia         | Nursahat Pazziyev W 14–7 | Aleksandar Drenovak W 20–11 | Ryōta Murata P 13–17     |                  |                  |         |
| Bahram Muzaffer | waga półciężka       | BYE                      | Ehsan Rouzbahani P 12–18    |                          |                  |                  |         |

### Gimnastyka

#### Artystyczna
| Zawodniczka | Konkurencja             | Kwalifikacje | Kwalifikacje | Finał | Finał   |
| Zawodniczka | Konkurencja             | Wynik        | Miejsce      | Wynik | Miejsce |
| ----------- | ----------------------- | ------------ | ------------ | ----- | ------- |
| Göksu Üçtaş | ćwiczenia na równoważni | 11.333       | 77           |       |         |

### Judo
| Zawodnik        | Konkurencja     | Runda 1/64       | Runda 1/32                    | Runda 1/16                   | Ćwierćfinał      | Półfinał         | Repasaż          | Brązowy medal    | Finał            | Finał   |
| Zawodnik        | Konkurencja     | Przeciwnik Wynik | Przeciwnik Wynik              | Przeciwnik Wynik             | Przeciwnik Wynik | Przeciwnik Wynik | Przeciwnik Wynik | Przeciwnik Wynik | Przeciwnik Wynik | Miejsce |
| --------------- | --------------- | ---------------- | ----------------------------- | ---------------------------- | ---------------- | ---------------- | ---------------- | ---------------- | ---------------- | ------- |
| Sezer Huysuz    | mężczyźni 73 kg | BYE              | Soso Palelashvili P 0000–0010 |                              |                  |                  |                  |                  |                  |         |
| Gülşah Kocatürk | kobiet +78 kg   | —                | BYE                           | Iryna Kindzerska P 0002–0103 |                  |                  |                  |                  |                  |         |

### Kolarstwo

#### Szosowe
Mężczyźni
| Zawodnik       | Konkurencja                | Czas     | Miejsce |
| -------------- | -------------------------- | -------- | ------- |
| Miraç Kal      | wspólny start              | DNF      | DNF     |
| Ahmet Akdilek  | wspólny start              | OTL      | OTL     |
| Ahmet Akdilek  | jazda indywidualna na czas | 59:11.19 | 37      |
| Kemal Küçükbay | wspólny start              | DNF      | DNF     |

### Koszykówka

#### Turniej kobiet
Skład
| Numer | Zawodniczka            | Klub               | Pozycja | Wzrost |
| ----- | ---------------------- | ------------------ | ------- | ------ |
| 4     | Tuğba Palazoğlu        | Mersin BB          | G       | 172 cm |
| 5     | Begüm Dalgalar         | Kayseri Kaski S.K. | F       | 180 cm |
| 6     | Birsel Vardarlı        | Fenerbahçe         | G       | 174 cm |
| 7     | Nilay Kartaltepe       | Botaş SK           | G       | 170 cm |
| 8     | Tuğçe Canıtez          | Westmont College   | F       | 175 cm |
| 9     | Esmeral Tunçluer       | Fenerbahçe         | G       | 175 cm |
| 10    | Işıl Alben             | Galatasaray        | G       | 172 cm |
| 11    | Nevriye Yılmaz         | Fenerbahçe         | C       | 194 cm |
| 12    | Quanitra Hollingsworth | UMMC Jekaterynburg | C       | 196 cm |
| 13    | Yasemin Horasan        | Beşiktaş           | F       | 188 cm |
| 14    | Şaziye İvegin          | Galatasaray        | F       | 180 cm |
| 15    | Bahar Çağlar           | Galatasaray        | F       | 190 cm |
|       | Ceyhun Yıldızoğlu      |                    | Trener  |        |

Faza grupowa
| Lp. | Drużyna           | Mecze | Mecze wygrane | Mecze przegrane | Punkty zdobyte | Punkty stracone | Różnica punktów | Stosunek | Punkty |
| --- | ----------------- | ----- | ------------- | --------------- | -------------- | --------------- | --------------- | -------- | ------ |
| 1   | Stany Zjednoczone | 5     | 5             | 0               | 462            | 279             | +183            | 1.656    | 10     |
| 2   | Turcja            | 5     | 4             | 1               | 343            | 316             | +27             | 1.085    | 9      |
| 3   | Chiny             | 5     | 3             | 2               | 346            | 363             | −17             | 0.953    | 8      |
| 4   | Czechy            | 5     | 2             | 3               | 346            | 332             | +14             | 1.042    | 7      |
| 5   | Chorwacja         | 5     | 1             | 4               | 324            | 379             | −55             | 0.855    | 6      |
| 6   | Angola            | 5     | 0             | 5               | 243            | 395             | −152            | 0.615    | 5      |

| 28 lipca 201214:30 | Turcja                                     | 72:50(21:8, 14:17, 23:14, 14:11) | Angola                                          | Basketball Arena, Londyn Sędzia: * Elena Chernova - Vitalis Gode - Fernando Sampietro |
| 28 lipca 201214:30 | Pkt:Palazoğlu 13 Zb:Çağlar 7 As:Vardarlı 5 | 72:50(21:8, 14:17, 23:14, 14:11) | Pkt:11 Maurício Zb:5 Tomas, Manuel As:2 Camufal | Basketball Arena, Londyn Sędzia: * Elena Chernova - Vitalis Gode - Fernando Sampietro |

| 30 lipca 201211:15 | Czechy                                                    | 57:61(8:13, 13:20, 18:12, 18:16) | Turcja                                          | Basketball Arena, Londyn Sędzia: * Pablo Estévez - Shoko Sugruro - Samir Abaakil |
| 30 lipca 201211:15 | Pkt:Veselá 19 Zb:trzech graczy 6 As:Bartoňová, Elhotová 4 | 57:61(8:13, 13:20, 18:12, 18:16) | Pkt:11 trzech graczy Zb:13 Yılmaz As:4 Vardarlı | Basketball Arena, Londyn Sędzia: * Pablo Estévez - Shoko Sugruro - Samir Abaakil |

| 1 sierpnia 201222:15 | Stany Zjednoczone                              | 89:58(19:16, 22:10, 22:21, 26:11) | Turcja                                                                 | Basketball Arena, Londyn Sędzia: * Michael Aylen - Stephen Seibel - Peng Ling |
| 1 sierpnia 201222:15 | Pkt:McCoughtry 18 Zb:trzech graczy 7 As:Bird 4 | 89:58(19:16, 22:10, 22:21, 26:11) | Pkt:11 Vardarlı, Hollingsworth Zb:8 Hollingsworth As:3 Vardarlı, Alben | Basketball Arena, Londyn Sędzia: * Michael Aylen - Stephen Seibel - Peng Ling |

| 3 sierpnia 201216:45 | Turcja                                       | 82:55(26:13, 13:14, 20:16, 23:12) | Chiny                                                    | Basketball Arena, Londyn Sędzia: * Carl Jungebrand - Felicia Grinter - Vaughan Mayberry |
| 3 sierpnia 201216:45 | Pkt:Yılmaz 16 Zb:Hollingsworth 11 As:Alben 5 | 82:55(26:13, 13:14, 20:16, 23:12) | Pkt:7 Ma Zengyu Zb:8 Ma Zengyu, Chen Nan As:6 Miao Lijie | Basketball Arena, Londyn Sędzia: * Carl Jungebrand - Felicia Grinter - Vaughan Mayberry |

| 5 sierpnia 201220:00 | Chorwacja                                         | 65:70(24:18, 7:15, 13:25, 21:12) | Turcja                                                   | Basketball Arena, Londyn Sędzia: * Jorge Vázquez - Marcos Benito - Elena Chernova |
| 5 sierpnia 201220:00 | Pkt:Lelas 14 Zb:Lelas, Sandra Mandir 6 As:Lelas 5 | 65:70(24:18, 7:15, 13:25, 21:12) | Pkt:14 Hollingsworth Zb:9 Yılmaz As:5 Tunçluer, Vardarlı | Basketball Arena, Londyn Sędzia: * Jorge Vázquez - Marcos Benito - Elena Chernova |

Ćwierćfinał
| 7 sierpnia 201220:00 | Turcja                                        | 63:66(16:23, 12:11, 23:17, 12:15) | Rosja                                    | Basketball Arena, Londyn Sędzia: * José Carrion - William Kennedy - Peng Ling |
| 7 sierpnia 201220:00 | Pkt:Hollingsworth 22 Zb:Alben 6 As:Vardarlı 6 | 63:66(16:23, 12:11, 23:17, 12:15) | Pkt:19 Hammon Zb:7 Petrakova As:5 Hammon | Basketball Arena, Londyn Sędzia: * José Carrion - William Kennedy - Peng Ling |

### Lekkoatletyka

#### Mężczyźni
Konkurencje biegowe
| Zawodnik            | Konkurencja           | Bieg 1   | Bieg 1  | Półfinał | Półfinał | Finał    | Finał   |
| Zawodnik            | Konkurencja           | Wynik    | Miejsce | Wynik    | Miejsce  | Wynik    | Miejsce |
| ------------------- | --------------------- | -------- | ------- | -------- | -------- | -------- | ------- |
| İlham Tanui Özbilen | 1500 m                | 3:39.70  | 3 Q     | 3:35.18  | 6 q      | 3:36.72  | 8       |
| Polat Kemboi Arıkan | 5000 m                | 13:27.21 | 13      | —        | —        |          |         |
| Polat Kemboi Arıkan | 10000 m               | —        | —       | —        | —        | 27:38.81 | 9       |
| Tarık Langat Akdağ  | 3000 m z przeszkodami | 8:17.85  | 4 Q     | —        | —        | 8:27.64  | 9       |
| Bekir Karayel       | Maraton               | —        | —       | —        | —        | 2:29:38  | 76      |

Konkurencje techniczne
| Zawodnik            | Konkurencja    | Kwalifikacje | Kwalifikacje | Finał   | Finał   |
| Zawodnik            | Konkurencja    | Dystans      | Pozycja      | Dystans | Pozycja |
| ------------------- | -------------- | ------------ | ------------ | ------- | ------- |
| Hüseyin Atıcı       | Pchnięcie kulą | 19.74        | 20           |         |         |
| Ercüment Olgundeniz | Rzut dyskiem   | 60.87        | 23           |         |         |
| Fatih Avan          | Rzut oszczepem | 78.87        | 20           |         |         |
| Eşref Apak          | Rzut młotem    | 73.47        | 17           |         |         |

#### Kobiety
Konkurencje biegowe
| Zawodniczka                                                           | Konkurencja           | Eliminacje | Eliminacje | Ćwierćfinał | Ćwierćfinał | Półfinał | Półfinał | Finał    | Finał   |
| Zawodniczka                                                           | Konkurencja           | Wynik      | Miejsce    | Wynik       | Miejsce     | Wynik    | Miejsce  | Wynik    | Miejsce |
| --------------------------------------------------------------------- | --------------------- | ---------- | ---------- | ----------- | ----------- | -------- | -------- | -------- | ------- |
| Nimet Karakuş                                                         | 100 m                 | BYE        | BYE        | 11.62       | 6           |          |          |          |         |
| Pınar Saka                                                            | 400 m                 | 52.38      | 4          | —           | —           |          |          |          |         |
| Merve Aydın                                                           | 800 m                 | 3:24.35    | 7          | —           | —           |          |          |          |         |
| Aslı Çakır Alptekin                                                   | 1500 m                | 4:13.64    | 3 Q        | —           | —           | 4:05.11  | 1 Q      | 4:10.23  | złoto   |
| Gamze Bulut                                                           | 1500 m                | 4:06.69    | 1 Q        | —           | —           | 4:01.18  | 2 Q      | 4:10.40  | srebro  |
| Tuğba Karakaya                                                        | 1500 m                | 4:29.21    | 15         | —           | —           |          |          |          |         |
| Dudu Karakaya                                                         | 5000 m                | 15:28.32   | 14         | —           | —           | —        | —        |          |         |
| Nevin Yanıt                                                           | 100 m przez płotki    | 12.70      | 1 Q        | —           | —           | 12.58 NR | 2 Q      | 12.58 NR | 5       |
| Nagihan Karadere                                                      | 400 m przez płotki    | (DSQ)      | (DSQ)      | —           | —           |          |          |          |         |
| Özlem Kaya                                                            | 3000 m z przeszkodami | 10:03.52   | 13         | —           | —           | —        | —        |          |         |
| Gülcan Mingir                                                         | 3000 m z przeszkodami | 9:47.35    | 10         | —           | —           | —        | —        |          |         |
| Binnaz Uslu                                                           | 3000 m z przeszkodami | 10:31.00   | 15         | —           | —           | —        | —        |          |         |
| Bahar Doğan                                                           | Maraton               | —          | —          | —           | —           | —        | —        | 2:36:35  | 63      |
| Sultan Haydar                                                         | Maraton               | —          | —          | —           | —           | —        | —        | 2:38:26  | 72      |
| Ümmü Kiraz                                                            | Maraton               | —          | —          | —           | —           | —        | —        | 2:43:07  | 89      |
| Semiha Mutlu                                                          | Chód 20 km            | —          | —          | —           | —           | —        | —        | 1:35:33  | 47      |
| Özge Akın Sema Apak Birsen Engin Meliz Redif Pınar Saka Elif Yıldırım | Sztafeta 4×400 m      | 3:34.71    | 8          | —           | —           | —        | —        |          |         |

Konkurencje techniczne
| Zawodniczka     | Konkurencja | Kwalifikacje | Kwalifikacje | Finał   | Finał   |
| Zawodniczka     | Konkurencja | Dystans      | Pozycja      | Dystans | Pozycja |
| --------------- | ----------- | ------------ | ------------ | ------- | ------- |
| Karin Mey Melis | Skok w dal  | 6.80         | 3 Q          | (DNS)   | (DNS)   |
| Burcu Ayhan     | Skok wzwyż  | 1.93         | 9 q          | 1.89    | 12      |
| Kıvılcım Kaya   | Rzut młotem | 69.50        | 15           |         |         |
| Tuğçe Şahutoğlu | Rzut młotem | 67.58        | 24           |         |         |

### Łucznictwo
| Zawodniczka     | Konkurencja           | Runda rankingowa | Runda rankingowa | 1/64 finału              | 1/32 finału      | 1/16 finału      | Ćwierćfinał      | Półfinał         | Finał            | Finał   |
| Zawodniczka     | Konkurencja           | Punkty           | Miejsce          | Przeciwnik Wynik         | Przeciwnik Wynik | Przeciwnik Wynik | Przeciwnik Wynik | Przeciwnik Wynik | Przeciwnik Wynik | Miejsce |
| --------------- | --------------------- | ---------------- | ---------------- | ------------------------ | ---------------- | ---------------- | ---------------- | ---------------- | ---------------- | ------- |
| Begül Löklüoğlu | Kobiety Indywidualnie | 648              | 26               | Le Chien-ying (39) P 0–6 |                  |                  |                  |                  |                  |         |

### Pływanie
Mężczyźni
| Zawodnik          | Konkurencja              | Eliminacje | Eliminacje | Półfinał | Półfinał | Finał | Finał   |
| Zawodnik          | Konkurencja              | Czas       | Miejsce    | Czas     | Miejsce  | Czas  | Miejsce |
| ----------------- | ------------------------ | ---------- | ---------- | -------- | -------- | ----- | ------- |
| Derya Büyükuncu   | 200 m stylem grzbietowym | 2:01.68    | 33         |          |          |       |         |
| Kemal Arda Gürdal | 100 m stylem dowolnym    | 49.71      | 27         |          |          |       |         |
| Ediz Yıldırımer   | 1500 m stylem dowolnym   | 15:29.97   | 26         | —        | —        |       |         |

Kobiety
| Zawodniczka          | Konkurencja              | Eliminacje | Eliminacje | Półfinał | Półfinał | Finał | Finał   |
| Zawodniczka          | Konkurencja              | Czas       | Miejsce    | Czas     | Miejsce  | Czas  | Miejsce |
| -------------------- | ------------------------ | ---------- | ---------- | -------- | -------- | ----- | ------- |
| Burcu Dolunay        | 50 m stylem dowolnym     | 25.72      | 34         |          |          |       |         |
| Burcu Dolunay        | 100 m stylem dowolnym    | 55.35      | 22         |          |          |       |         |
| Dilara Buse Günaydın | 100 m stylem klasycznym  | 1:09.43    | 29         |          |          |       |         |
| Dilara Buse Günaydın | 200 m stylem klasycznym  | 2:30.64    | 30         |          |          |       |         |
| Hazal Sarıkaya       | 100 m stylem grzbietowym | 1:04.80    | 40         |          |          |       |         |

### Podnoszenie ciężarów
Mężczyźni
| Zawodnik       | Konkurencja | Rwanie | Rwanie  | Podrzut | Podrzut | Wynik | Miejsce |
| Zawodnik       | Konkurencja | Wynik  | Miejsce | Wynik   | Miejsce | Wynik | Miejsce |
| -------------- | ----------- | ------ | ------- | ------- | ------- | ----- | ------- |
| Hurşit Atak    | −62 kg      | 130    | 8       | 172     | 4       | 302   | 5       |
| Erol Bilgin    | −62 kg      | 135    | 6       | 165     | 7       | 300   | 8       |
| Mete Binay     | −69 kg      | 150    | 3       | 175     | 8       | 325   | 6       |
| Bünyamin Sezer | −69 kg      | 130    | 17      | 145     | 18      | 275   | 18      |
| Nezir Sağır    | −85 kg      | 140    | 15      | 175     | 16      | 315   | 16      |

Kobiety
| Zawodniczka     | Konkurencja | Rwanie | Rwanie  | Podrzut | Podrzut | Wynik | Miejsce |
| Zawodniczka     | Konkurencja | Wynik  | Miejsce | Wynik   | Miejsce | Wynik | Miejsce |
| --------------- | ----------- | ------ | ------- | ------- | ------- | ----- | ------- |
| Nurdan Karagöz  | −48 kg      | 83     | 3       | 104     | 5       | 187   | 5       |
| Aylin Daşdelen  | −53 kg      | 91     | 6       | 124     | DNF     | 91    | DNF     |
| Bediha Tunadağı | −58 kg      | 87     | 16      | 107     | 14      | 194   | 15      |
| Sibel Şimşek    | −63 kg      | 105    | 3       | 130     | 4       | 235   | 4       |

### Siatkówka
Kobiety
Trener: Marco Aurelio Motta
Asystent: Alper Erdoğuş
| Nr | Imię i nazwisko     | Data urodzenia (wiek) | Wzrost (cm) | Klub                            | Pozycja |
| -- | ------------------- | --------------------- | ----------- | ------------------------------- | ------- |
| 2  | Gülden Kuzubaşıoğlu | 05.12.1980 (31)       | 167         | Eczacıbaşı Stambuł              | L       |
| 3  | Gizem Güreşen       | 14.01.1987 (25)       | 178         | Vakıfbank Güneş Sigorta Stambuł | L       |
| 6  | Polen Uslupehlivan  | 27.08.1990 (21)       | 193         | Vakıfbank Güneş Sigorta Stambuł | A       |
| 8  | Bahar Toksoy        | 06.02.1988 (24)       | 188         | Vakıfbank Güneş Sigorta Stambuł | Ś       |
| 9  | Özge Çemberci       | 26.06.1985 (27)       | 182         | Eczacıbaşı Stambuł              | R       |
| 10 | Gözde Sonsirma      | 26.06.1985 (27)       | 183         | Vakıfbank Güneş Sigorta Stambuł | P       |
| 11 | Naz Aydemir         | 14.08.1990 (21)       | 186         | Vakıfbank Güneş Sigorta Stambuł | R       |
| 12 | Esra Gümüş (K)      | 02.10.1982 (29)       | 181         | Eczacıbaşı Stambuł              | P       |
| 13 | Neriman Özsoy       | 07.07.1988 (24)       | 188         | Galatasaray SK                  | P       |
| 14 | Eda Dündar          | 22.05.1987 (25)       | 187         | Fenerbahçe SK                   | Ś       |
| 17 | Neslihan Darnel     | 09.12.1983 (28)       | 187         | Eczacıbaşı Stambuł              | A       |
| 20 | Büşra Cansu         | 16.07.1990 (22)       | 185         | Eczacıbaşı Stambuł              | Ś       |

Faza grupowa
| Lp. | Drużyna           | Pkt | Mecze | Mecze   | Mecze   | Sety | Sety | Sety  | Małe punkty | Małe punkty | Małe punkty |
| Lp. | Drużyna           | Pkt | M     | W (3:2) | P (2:3) | wyg. | prz. | ratio | zdob.       | str.        | ratio       |
| --- | ----------------- | --- | ----- | ------- | ------- | ---- | ---- | ----- | ----------- | ----------- | ----------- |
| 1   | Stany Zjednoczone | 15  | 5     | 5 (0)   | 0 (0)   | 15   | 2    | 7.500 | 426         | 345         | 1.235       |
| 2   | Chiny             | 9   | 5     | 3 (1)   | 2 (1)   | 11   | 10   | 1.100 | 475         | 461         | 1.030       |
| 3   | Korea Południowa  | 8   | 5     | 2 (0)   | 3 (2)   | 11   | 10   | 1.100 | 449         | 451         | 0.996       |
| 4   | Brazylia          | 7   | 5     | 3 (2)   | 2 (0)   | 10   | 10   | 1.000 | 447         | 420         | 1.064       |
| 5   | Turcja            | 6   | 5     | 2 (1)   | 3 (1)   | 9    | 11   | 0.818 | 434         | 443         | 0.980       |
| 6   | Serbia            | 0   | 5     | 0 (0)   | 5 (0)   | 2    | 15   | 0.133 | 296         | 407         | 0.727       |

Źródło: fivb.org
Punktacja: 3:0 i 3:1 – 3 pkt; 3:2 – 2 pkt; 2:3 – 1 pkt; 1:3 i 0:3 – 0 pkt
| Data  | Godz. | Drużyna 1         | Wynik | Drużyna 2        | 1     | 2     | 3     | 4     | 5     | Widzów | *      |
| ----- | ----- | ----------------- | ----- | ---------------- | ----- | ----- | ----- | ----- | ----- | ------ | ------ |
| 28.07 | 23:00 | Brazylia          | 3:2   | Turcja           | 25:18 | 23:25 | 25:19 | 25:27 | 15:12 | 8000   | Raport |
| 30.07 | 10:30 | Chiny             | 3:1   | Turcja           | 25:20 | 25:20 | 29:31 | 25:22 |       | 10500  | Raport |
| 1.08  | 15:45 | Serbia            | 0:3   | Turcja           | 20:25 | 12:25 | 21:25 |       |       | 11500  | Raport |
| 3.08  | 15:45 | Turcja            | 3:2   | Korea Południowa | 25:16 | 21:25 | 25:18 | 19:25 | 15:12 | 13500  | Raport |
| 5.08  | 21:00 | Stany Zjednoczone | 3:0   | Turcja           | 27:25 | 25:16 | 25:19 |       |       | 12000  | Raport |

### Strzelectwo
Mężczyźni
| Zawodnik      | Konkurencja                | Kwalifikacje | Kwalifikacje | Finał  | Finał   |
| Zawodnik      | Konkurencja                | Punkty       | Miejsce      | Punkty | Miejsce |
| ------------- | -------------------------- | ------------ | ------------ | ------ | ------- |
| Yusuf Dikeç   | pistolet dowolny 50 m      | 559          | 13           |        |         |
| Yusuf Dikeç   | pistolet pneumatyczny 10 m | 575          | 27           |        |         |
| İsmail Keleş  | pistolet dowolny 50 m      | 559          | 12           |        |         |
| İsmail Keleş  | pistolet pneumatyczny 10 m | 575          | 24           |        |         |
| Oğuzhan Tüzün | Trap                       | 117          | 24           |        |         |

Kobiety
| Zawodniczka    | Konkurencja | Kwalifikacje | Kwalifikacje | Finał  | Finał   |
| Zawodniczka    | Konkurencja | Punkty       | Miejsce      | Punkty | Miejsce |
| -------------- | ----------- | ------------ | ------------ | ------ | ------- |
| Nihan Kantarcı | Trap        | 66           | 13           |        |         |
| Çiğdem Özyaman | Skeet       | 63           | 13           |        |         |

### Taekwondo
| Zawodnik        | Konkurencja     | Runda 1/16                   | Ćwierćfinał            | Półfinał             | Repasaż          | Brązowy medal    | Finał                          | Finał   |
| Zawodnik        | Konkurencja     | Przeciwnik Wynik             | Przeciwnik Wynik       | Przeciwnik Wynik     | Przeciwnik Wynik | Przeciwnik Wynik | Przeciwnik Wynik               | Miejsce |
| --------------- | --------------- | ---------------------------- | ---------------------- | -------------------- | ---------------- | ---------------- | ------------------------------ | ------- |
| Servet Tazegül  | 68 kg mężczyzn  | Terrence Jennings W 8–6      | Hryhorii Husarov W 9–2 | Martin Stamper W 9–6 | BYE              | BYE              | Mohammad Bagheri Motamed W 6–5 | złoto   |
| Bahri Tanrıkulu | +80 kg mężczyzn | Aleksandros Nikolaidis W 7–3 | Cha Dong-min W 4–1     | Anthony Obame P 2–3  | BYE              | Liu Xiaobo P 2–3 |                                | 5       |
| Nur Tatar       | 67 kg kobiet    | Andrea St. Bernard W 5–1     | Paige McPherson W 6–1  | Carmen Marton W 6–0  | BYE              | BYE              | Hwang Kyung-seon P 5–12        | srebro  |

### Tenis stołowy
| Zawodnik  | Konkurencja     | Eliminacje       | Runda 1          | Runda 2            | Runda 3          | Runda 4          | Ćwierćfinał      | Półfinał         | Finał / BM       | Finał / BM |
| Zawodnik  | Konkurencja     | Przeciwnik Wynik | Przeciwnik Wynik | Przeciwnik Wynik   | Przeciwnik Wynik | Przeciwnik Wynik | Przeciwnik Wynik | Przeciwnik Wynik | Przeciwnik Wynik | Miejsce    |
| --------- | --------------- | ---------------- | ---------------- | ------------------ | ---------------- | ---------------- | ---------------- | ---------------- | ---------------- | ---------- |
| Bora Vang | singel mężczyzn | BYE              | BYE              | Quadri Aruna W 4–2 | Zhang Jike P 0-4 |                  |                  |                  |                  |            |
| Melek Hu  | singel kobiet   | BYE              | Zhang Mo P 3–4   |                    |                  |                  |                  |                  |                  |            |

### Zapasy
Mężczyźni – Styl wolny
| Zawodnik          | Konkurencja | Kwalifikacje                   | Runda 1/16           | Ćwierćfinał             | Półfinał         | Repasaże runda 1 | Repasaże runda 2        | Finał / BM                 | Finał / BM |
| Zawodnik          | Konkurencja | Przeciwnik Wynik               | Przeciwnik Wynik     | Przeciwnik Wynik        | Przeciwnik Wynik | Przeciwnik Wynik | Przeciwnik Wynik        | Przeciwnik Wynik           | Miejsce    |
| ----------------- | ----------- | ------------------------------ | -------------------- | ----------------------- | ---------------- | ---------------- | ----------------------- | -------------------------- | ---------- |
| Ahmet Peker       | −55 kg      | BYE                            | David Tremblay W 3–1 | Daulet Niyazbekov P 1–3 |                  |                  |                         |                            | 9          |
| Ramazan Şahin     | −66 kg      | BYE                            | Sushil Kumar P 1-3   |                         |                  | BYE              | Ikhtiyor Navruzov W 3–1 | Akżürek Tangatarow P 1-3   | 5          |
| İbrahim Bölükbaşı | −84 kg      | BYE                            | Şərif Şərifov P 1-3  |                         |                  | BYE              | Jake Herbert W 3–1      | Ehsan Naser Lashgari P 1-3 | 5          |
| Serhat Balcı      | −96 kg      | Magomed Musaev P 1–3           |                      |                         |                  |                  |                         |                            | 16         |
| Taha Akgül        | 120 kg      | Oleksandr Khotsianivskyi W 3–0 | Bilał Machow P 0–3   |                         |                  |                  |                         |                            | 9          |

Mężczyźni – Styl klasyczny
| Zawodnik      | Konkurencja | Kwalifikacje            | Runda 1/16              | Ćwierćfinał         | Półfinał           | Repasaże runda 1 | Repasaże runda 2       | Finał / BM              | Finał / BM |
| Zawodnik      | Konkurencja | Przeciwnik Wynik        | Przeciwnik Wynik        | Przeciwnik Wynik    | Przeciwnik Wynik   | Przeciwnik Wynik | Przeciwnik Wynik       | Przeciwnik Wynik        | Miejsce    |
| ------------- | ----------- | ----------------------- | ----------------------- | ------------------- | ------------------ | ---------------- | ---------------------- | ----------------------- | ---------- |
| Ayhan Karakuş | −55 kg      | BYE                     | Gustavo Balart P 0–3    |                     |                    |                  |                        |                         | 16         |
| Rahman Bilici | −60 kg      | BYE                     | Ryūtarō Matsumoto P 0–3 |                     |                    |                  |                        |                         | 17         |
| Atakan Yüksel | −66 kg      | BYE                     | Saeid Abdevali P 0–3    |                     |                    |                  |                        |                         | 18         |
| Selçuk Çebi   | 74 kg       | BYE                     | Robert Rosengren P 1–3  |                     |                    |                  |                        |                         | 13         |
| Nazmi Avluca  | −84 kg      | Damian Janikowski P 0–3 |                         |                     |                    |                  |                        |                         | 15         |
| Cenk İldem    | −96 kg      | BYE                     | Ghasem Rezaei P 1–3     |                     |                    | BYE              | Artur Aleksanian P 0–3 |                         | 11         |
| Rıza Kayaalp  | −120 kg     | BYE                     | Evgeni Orlov W 3–0      | Dremiel Byers W 3–0 | Mijaín López P 0–3 | BYE              | BYE                    | Guram Pherselidze W 3–0 | brąz       |

Kobiety
| Zawodniczka          | Konkurencje | Kwalifikacje            | Runda 1/16       | Ćwierćfinał      | Półfinał         | Repasaże runda 1 | Repasaże runda 2 | Finał / BM       | Finał / BM |
| Zawodniczka          | Konkurencje | Przeciwnik Wynik        | Przeciwnik Wynik | Przeciwnik Wynik | Przeciwnik Wynik | Przeciwnik Wynik | Przeciwnik Wynik | Przeciwnik Wynik | Miejsce    |
| -------------------- | ----------- | ----------------------- | ---------------- | ---------------- | ---------------- | ---------------- | ---------------- | ---------------- | ---------- |
| Elif Jale Yeşilırmak | −63 kg      | Martine Dugrenier P 0–5 |                  |                  |                  |                  |                  |                  | 16         |

### Żeglarstwo
Mężczyźni
| Zawodnik                       | Konkurencja | Wyścig | Wyścig | Wyścig | Wyścig | Wyścig | Wyścig | Wyścig | Wyścig | Wyścig | Wyścig | Wyścig | Łącznie punktów | Miejsce końcowe |
| Zawodnik                       | Konkurencja | 1      | 2      | 3      | 4      | 5      | 6      | 7      | 8      | 9      | 10     | (M)    | Łącznie punktów | Miejsce końcowe |
| ------------------------------ | ----------- | ------ | ------ | ------ | ------ | ------ | ------ | ------ | ------ | ------ | ------ | ------ | --------------- | --------------- |
| Mustafa Çakır                  | Laser       | 43     | 29     | 41     | 50     | 37     | 35     | 44     | 19     | 50     | 27     |        | 325             | 39              |
| Alican Kaynar                  | Finn        | 18     | 14     | 18     | 18     | 25     | 14     | 11     | 22     | 16     | 20     |        | 154             | 18              |
| Ateş Çınar (C) Deniz Çınar (S) | 470         | 10     | 23     | 26     | 18     | 22     | 21     | 23     | 16     | 19     | 26     |        | 178             | 24              |

Kobiety
| Zawodniczka          | Konkurencja  | Wyścig | Wyścig | Wyścig | Wyścig | Wyścig | Wyścig | Wyścig | Wyścig | Wyścig | Wyścig | Wyścig | Łącznie punktów | Miejsce końcowe |
| Zawodniczka          | Konkurencja  | 1      | 2      | 3      | 4      | 5      | 6      | 7      | 8      | 9      | 10     | (M)    | Łącznie punktów | Miejsce końcowe |
| -------------------- | ------------ | ------ | ------ | ------ | ------ | ------ | ------ | ------ | ------ | ------ | ------ | ------ | --------------- | --------------- |
| Nazlı Çağla Dönertaş | Laser Radial | 19     | 35     | 16     | 30     | 22     | 38     | 20     | 32     | DSQ    | 20     |        | 232             | 29              |